# Mugai Nyodai

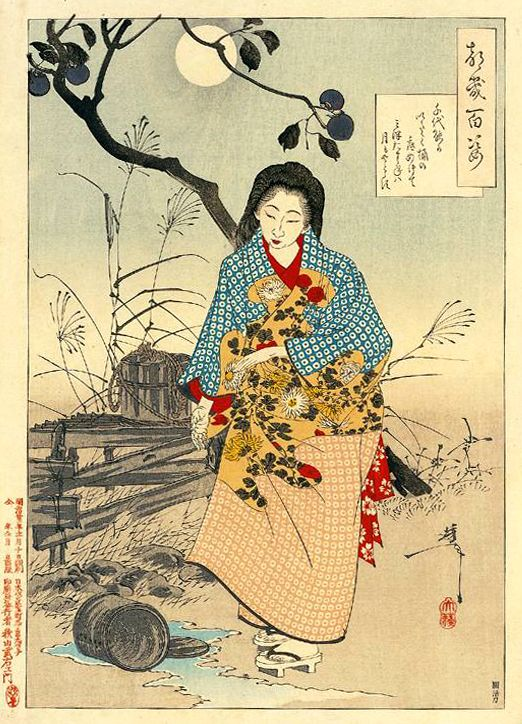
Lady Chiyo (Nyodai) de Yoshitoshi y el cubo de agua roto

Mugai Nyodai (en japonés: 無外如大, 1223-1298) fue una de las primeras abadesas zen y la primera maestra zen en Japón. Discípula de Mugaku Sogen, organizó conventos y difundió las lecciones del Rinzai Zen.Los únicos relatos escritos que se conservan de su vida datan de siglos más recientes, y muchos detalles de su biografía aun no pueden ser confirmados.

## Otras lecturas
- Tisdale, Sallie. Women of the Way: Discovering 2,500 Years of Buddhist Wisdom (Mujeres del Camino: Descubriendo 2500 años de sabiduría budista) (en inglés), HarperOne, 2006. ISBN 978-0-06-059816-7

- Datos: Q4305714
- Multimedia: Mugai Nyodai / Q4305714